# Glottertal

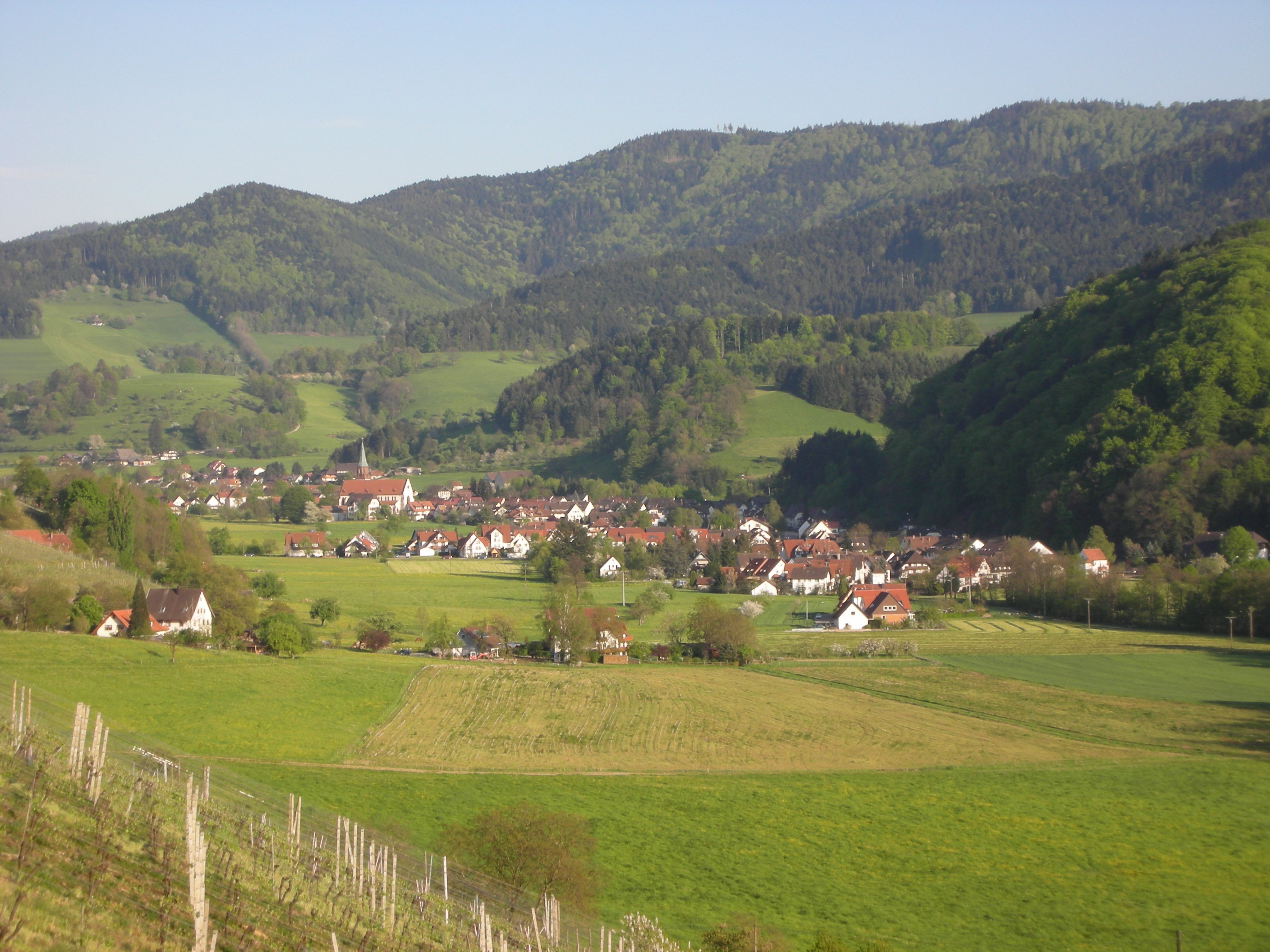
Glottertal, 2007

Glottertal – miejscowość i gmina w Niemczech, w kraju związkowym Badenia-Wirtembergia, w rejencji Fryburg, w regionie Südlicher Oberrhein, w powiecie Breisgau-Hochschwarzwald, wchodzi w skład związku gmin St. Peter. Leży ok. 8 km na południe od centrum Fryburga Bryzgowijskiego.